# 缘毛榕
缘毛榕（学名：Ficus ciliata）是桑科榕属的植物，为中国的特有植物。分布于中国大陆的广东等地，目前已由人工引种栽培。